# Microterys skotasmos
Microterys skotasmos är en stekelart som beskrevs av Xu 2002. Microterys skotasmos ingår i släktet Microterys och familjen sköldlussteklar. Inga underarter finns listade i Catalogue of Life.